# 北外灘
北外灘是中華人民共和國上海市虹口區的一個區域，总面积約4平方公里，陆域面积3.3平方公里。南至黄浦江和蘇州河，北至周家嘴路和海宁路，西至河南北路，东至大连路和秦皇岛路。

## 历史
2003年1月8日，北外灘開發正式啟動，同日負責開發北外灘的3家公司上海申江北外滩开发建设有限公司、上海中远三林北外滩开发建设有限公司宣布成立。2017年7月1日，全长约2.5公里的北外灘黃浦江滨江岸线基本貫通。2020年4月11日，北外滩开发建设办公室成立。2021年11月4日，首屆“2021北外滩国际航运论坛”在北外滩举行。

## 景点
- 外白渡桥
- 俄罗斯驻上海总领事馆
- 上海大厦
- 上海外滩W酒店
- 上海外滩茂悦大酒店
- 上海外滩浦华大酒店
- 北外滩来福士广场
- 上海白玉蘭廣場
- 上海港国际客运中心
- 上海公共租界虹口捕房
- 中国证券博物馆
- 雷士德工学院
- 上海市提篮桥监狱
- 下海庙
- 摩西会堂
- 上海犹太难民纪念馆

以及4000多家航运企业和1000多家金融企业。